# Fotbal na Letních olympijských hrách 1992
Fotbalový turnaj na Letních olympijských hrách 1992 byl 18. oficiální fotbalový turnaj na olympijských hrách. Vzhledem k upadající prestiži turnaje v posledních ročnících, kdy byl olympijský turnaj zcela ve stínu mistrovství světa ve fotbale, bylo rozhodnuto, že olympijský turnaj bude turnajem týmů do 23 let s tím, že v každém týmu mohou být pouze 3 hráči starší než uvedený věkový limit. FIFA tak nově pořádá tři mládežnické turnaje, a to MS do 17, MS do 20 let a olympijský turnaj jako neoficiální MS do 23 let. Vítězem se stala španělská fotbalová reprezentace do 23 let.

## Kvalifikace
Hlavní článek: Kvalifikace na fotbalový turnaj na Letních olympijských hrách 1992
| - Afrika (CAF) - Egypt - Ghana - Maroko - Asie (AFC) - Jižní Korea - Kuvajt - Katar - Severní, Střední Amerika a Karibik (CONCACAF) - Mexiko - USA - Jižní Amerika (CONMEBOL) - Kolumbie - Paraguay |  | - Evropa (UEFA) - Dánsko - Itálie - Švédsko - Polsko - Oceánie (OFC) - Austrálie - Hostitel - Španělsko |

## Medailisté
| Zlato   | Španělsko |
| Stříbro | Polsko    |
| Bronz   | Ghana     |

## Základní skupiny

### Skupina A
| Tým    | Z | V | R | P | VG | IG | +/- | B |
| ------ | - | - | - | - | -- | -- | --- | - |
| Polsko | 3 | 2 | 1 | 0 | 7  | 2  | +5  | 5 |
| Itálie | 3 | 2 | 0 | 1 | 3  | 4  | -1  | 4 |
| USA    | 3 | 1 | 1 | 1 | 6  | 5  | +1  | 3 |
| Kuvajt | 3 | 0 | 0 | 3 | 1  | 6  | -5  | 0 |

| 24. července 1992 18:00 |        |           |                                                               |
| Itálie                  | 2 : 1  | USA       | Camp Nou, Barcelona diváci: 18 000 rozhodčí: Manuel Díaz Vega |
| Melli 15' Albertini 22' | Report | Moore 65' | Camp Nou, Barcelona diváci: 18 000 rozhodčí: Manuel Díaz Vega |

| 24. července 1992 20:00 |        |        |                                                                              |
| Polsko                  | 2 : 0  | Kuvajt | Estadio La Romareda, Zaragoza diváci: 2 000 rozhodčí: Juan Francisco Escobar |
| Juskowiak 7', 80'       | Report |        | Estadio La Romareda, Zaragoza diváci: 2 000 rozhodčí: Juan Francisco Escobar |

| 27. července 1992 19:00      |        |                |                                                                     |
| USA                          | 3 : 1  | Kuvajt         | Estadio La Romareda, Zaragoza diváci: 4 500 rozhodčí: Lim Kee Chong |
| Brose 56' Lagos 79' Snow 85' | Report | Al-Hadiyah 16' | Estadio La Romareda, Zaragoza diváci: 4 500 rozhodčí: Lim Kee Chong |

| 27. července 1992 21:00 |        |                                         |                                                                 |
| Itálie                  | 0 : 3  | Polsko                                  | Estadi de Sarrià, Barcelona diváci: 15 000 rozhodčí: Philip Don |
|                         | Report | Juskowiak 5' Staniek 48' Mielcarski 90' | Estadi de Sarrià, Barcelona diváci: 15 000 rozhodčí: Philip Don |

| 29. července 1992 19:00 |        |                             |                                                                     |
| USA                     | 2 : 2  | Polsko                      | Estadio La Romareda, Zaragoza diváci: 3 000 rozhodčí: Lim Kee Chong |
| Imler 20' Snow 85'      | Report | Koźmiński 31' Juskowiak 40' | Estadio La Romareda, Zaragoza diváci: 3 000 rozhodčí: Lim Kee Chong |

| 29. července 1992 21:00 |        |        |                                                                          |
| Itálie                  | 1 : 0  | Kuvajt | Estadi de Sarrià, Barcelona diváci: 8 000 rozhodčí: Arturo Brizio Carter |
| Melli 10'               | Report |        | Estadi de Sarrià, Barcelona diváci: 8 000 rozhodčí: Arturo Brizio Carter |

### Skupina B
| Tým       | Z | V | R | P | VG | IG | +/- | B |
| --------- | - | - | - | - | -- | -- | --- | - |
| Španělsko | 3 | 3 | 0 | 0 | 8  | 0  | +8  | 6 |
| Katar     | 3 | 1 | 1 | 1 | 2  | 3  | -1  | 3 |
| Egypt     | 3 | 1 | 0 | 2 | 4  | 6  | -2  | 2 |
| Kolumbie  | 3 | 0 | 1 | 2 | 4  | 9  | -5  | 1 |

| 24. července 1992 21:00                            |        |          |                                                                      |
| Španělsko                                          | 4 : 0  | Kolumbie | Estadio Luis Casanova, Valencia diváci: 18 000 rozhodčí: Markus Merk |
| Guardiola 10' Kiko 37' Berges 41' Luis Enrique 69' | Report |          | Estadio Luis Casanova, Valencia diváci: 18 000 rozhodčí: Markus Merk |

| 24. července 1992 20:00 |        |               |                                                                     |
| Egypt                   | 0 : 1  | Katar         | Estadio Nova Creu Alta, Sabadell diváci: 2 000 rozhodčí: Philip Don |
|                         | Report | Noorallah 74' | Estadio Nova Creu Alta, Sabadell diváci: 2 000 rozhodčí: Philip Don |

| 27. července 1992 21:00 |        |       |                                                                                    |
| Španělsko               | 2 : 0  | Egypt | Estadio Luis Casanova, Valencia diváci: 15 000 rozhodčí: Marcio Rezende de Freitas |
| Solozábal 55' Soler 70' | Report |       | Estadio Luis Casanova, Valencia diváci: 15 000 rozhodčí: Marcio Rezende de Freitas |

| 27. července 1992 19:00 |        |          |                                                                               |
| Kolumbie                | 1 : 1  | Katar    | Estadio Nova Creu Alta, Sabadell diváci: 4 000 rozhodčí: Arturo Brizio Carter |
| Aristizábal 62'         | Report | Souf 89' | Estadio Nova Creu Alta, Sabadell diváci: 4 000 rozhodčí: Arturo Brizio Carter |

| 29. července 1992 21:00 |        |       |                                                                         |
| Španělsko               | 2 : 0  | Katar | Estadio Luis Casanova, Valencia diváci: 19 300 rozhodčí: Arturo Angeles |
| Alfonso 40' Kiko 60'    | Report |       | Estadio Luis Casanova, Valencia diváci: 19 300 rozhodčí: Arturo Angeles |

| 29. července 1992 19:00     |        |                                           |                                                                      |
| Kolumbie                    | 3 : 4  | Egypt                                     | Estadio Nova Creu Alta, Sabadell diváci: 4 500 rozhodčí: Ali Bujsaim |
| Gaviria 9', 84' Pacheco 14' | Report | Sadek 27' El-Masry 47' Khashba 90', 90+1' | Estadio Nova Creu Alta, Sabadell diváci: 4 500 rozhodčí: Ali Bujsaim |

### Skupina C
| Tým         | Z | V | R | P | VG | IG | +/- | B |
| ----------- | - | - | - | - | -- | -- | --- | - |
| Švédsko     | 3 | 1 | 2 | 0 | 5  | 1  | +4  | 4 |
| Paraguay    | 3 | 1 | 2 | 0 | 3  | 1  | +2  | 4 |
| Jižní Korea | 3 | 0 | 3 | 0 | 2  | 2  | 0   | 3 |
| Maroko      | 3 | 0 | 1 | 2 | 2  | 8  | -6  | 1 |

| 26. července 1992 21:00 |        |          |                                                                   |
| Švédsko                 | 0 : 0  | Paraguay | Estadi de Sarrià, Barcelona diváci: 15 000 rozhodčí: Lube Spassov |
|                         | Report |          | Estadi de Sarrià, Barcelona diváci: 15 000 rozhodčí: Lube Spassov |

| 26. července 1992 21:00 |        |                     |                                                                        |
| Maroko                  | 1 : 1  | Jižní Korea         | Estadio Luis Casanova, Valencia diváci: 2 000 rozhodčí: Arturo Angeles |
| Bahja 64'               | Report | Jung Kwang-Seok 73' | Estadio Luis Casanova, Valencia diváci: 2 000 rozhodčí: Arturo Angeles |

| 28. července 1992 19:00              |        |        |                                                                                     |
| Švédsko                              | 4 : 0  | Maroko | Estadio Nova Creu Alta, Sabadell diváci: 5 000 rozhodčí: José Joaquin Torres Cadena |
| Brolin 14', 69' Mild 20' Rödlund 57' | Report |        | Estadio Nova Creu Alta, Sabadell diváci: 5 000 rozhodčí: José Joaquin Torres Cadena |

| 28. července 1992 21:00 |        |             |                                                                        |
| Paraguay                | 0 : 0  | Jižní Korea | Estadio Luis Casanova, Valencia diváci: 2 000 rozhodčí: Mohamed Sendid |
|                         | Report |             | Estadio Luis Casanova, Valencia diváci: 2 000 rozhodčí: Mohamed Sendid |

| 30. července 1992 21:00 |        |                  |                                                                       |
| Švédsko                 | 1 : 1  | Jižní Korea      | Estadi de Sarrià, Barcelona diváci: 12 000 rozhodčí: Manuel Díaz Vega |
| Rödlund 52'             | Report | Seo Jung-Won 28' | Estadi de Sarrià, Barcelona diváci: 12 000 rozhodčí: Manuel Díaz Vega |

| 30. července 1992 21:00            |        |            |                                                                     |
| Paraguay                           | 3 : 1  | Maroko     | Estadio Luis Casanova, Valencia diváci: 2 000 rozhodčí: Markus Merk |
| Arce 43' Caballero 57' Gamarra 70' | Report | Naybet 87' | Estadio Luis Casanova, Valencia diváci: 2 000 rozhodčí: Markus Merk |

### Skupina D
| Tým       | Z | V | R | P | VG | IG | +/- | B |
| --------- | - | - | - | - | -- | -- | --- | - |
| Ghana     | 3 | 1 | 2 | 0 | 4  | 2  | +2  | 4 |
| Austrálie | 3 | 1 | 1 | 1 | 5  | 4  | +1  | 3 |
| Mexiko    | 3 | 0 | 3 | 0 | 3  | 3  | 0   | 3 |
| Dánsko    | 3 | 0 | 2 | 1 | 1  | 4  | -3  | 2 |

| 26. července 1992 19:00 |        |                    |                                                                    |
| Dánsko                  | 1 : 1  | Mexiko             | Estadio La Romareda, Zaragoza diváci: 8 000 rozhodčí: Fabio Baldas |
| Thomsen 85'             | Report | Rotllán 39' (pen.) | Estadio La Romareda, Zaragoza diváci: 8 000 rozhodčí: Fabio Baldas |

| 26. července 1992 19:00 |        |              |                                                                      |
| Ghana                   | 3 : 1  | Austrálie    | Estadio Nova Creu Alta, Sabadell diváci: 4 000 rozhodčí: Ali Bujsaim |
| Gargo 15' Ayew 80', 90' | Report | Vidmar 90+1' | Estadio Nova Creu Alta, Sabadell diváci: 4 000 rozhodčí: Ali Bujsaim |

| 28. července 1992 19:00 |        |       |                                                                              |
| Dánsko                  | 0 : 0  | Ghana | Estadio La Romareda, Zaragoza diváci: 5 000 rozhodčí: Juan Francisco Escobar |
|                         | Report |       | Estadio La Romareda, Zaragoza diváci: 5 000 rozhodčí: Juan Francisco Escobar |

| 28. července 1992 21:00 |        |               |                                                                     |
| Mexiko                  | 1 : 1  | Austrálie     | Estadi de Sarrià, Barcelona diváci: 10 000 rozhodčí: Kiichiro Tachi |
| Castañeda 63'           | Report | Arambasic 20' | Estadi de Sarrià, Barcelona diváci: 10 000 rozhodčí: Kiichiro Tachi |

| 30. července 1992 19:00 |        |                                   |                                                                    |
| Dánsko                  | 0 : 3  | Austrálie                         | Estadio La Romareda, Zaragoza diváci: 3 000 rozhodčí: Fabio Baldas |
|                         | Report | Markovski 32' Mori 60' Vidmar 75' | Estadio La Romareda, Zaragoza diváci: 3 000 rozhodčí: Fabio Baldas |

| 30. července 1992 19:00 |        |          |                                                                                     |
| Mexiko                  | 1 : 1  | Ghana    | Estadio Nova Creu Alta, Sabadell diváci: 6 000 rozhodčí: José Joaquin Torres Cadena |
| Rotllán 29'             | Report | Ayew 83' | Estadio Nova Creu Alta, Sabadell diváci: 6 000 rozhodčí: José Joaquin Torres Cadena |

## Play off

### Čtvrtfinále
| 1. srpna 1992 19:00 |        |        |                                                                                    |
| Španělsko           | 1 : 0  | Itálie | Estadio Luis Casanova, Valencia diváci: 28 000 rozhodčí: Marcio Rezende de Freitas |
| Kiko 38'            | Report |        | Estadio Luis Casanova, Valencia diváci: 28 000 rozhodčí: Marcio Rezende de Freitas |

| 1. srpna 1992 21:30       |        |       |                                                             |
| Polsko                    | 2 : 0  | Katar | Camp Nou, Barcelona diváci: 25 000 rozhodčí: Mohamed Sendid |
| Kowalczyk 42' Jałocha 74' | Report |       | Camp Nou, Barcelona diváci: 25 000 rozhodčí: Mohamed Sendid |

| 2. srpna 1992 19:00             |                |                                   |                                                                   |
| Paraguay                        | 2 : 4 (prodl.) | Ghana                             | Estadio La Romareda, Zaragoza diváci: 5 000 rozhodčí: Ali Bujsaim |
| Acheampong 78' (vl.) Campos 81' | Report         | Ayew 17', 55', 120+1' Rahman 114' | Estadio La Romareda, Zaragoza diváci: 5 000 rozhodčí: Ali Bujsaim |

| 2. srpna 1992 21:30 |        |                          |                                                                   |
| Švédsko             | 1 : 2  | Austrálie                | Camp Nou, Barcelona diváci: 30 000 rozhodčí: Arturo Brizio Carter |
| Andersson 60'       | Report | Markovski 30' Murphy 53' | Camp Nou, Barcelona diváci: 30 000 rozhodčí: Arturo Brizio Carter |

### Semifinále
| 5. srpna 1992 19:00     |        |       |                                                                               |
| Španělsko               | 2 : 0  | Ghana | Estadio Luis Casanova, Valencia diváci: 36 000 rozhodčí: Arturo Brizio Carter |
| Abelardo 25' Berges 55' | Report |       | Estadio Luis Casanova, Valencia diváci: 36 000 rozhodčí: Arturo Brizio Carter |

| 5. srpna 1992 21:30                                         |        |           |                                                                        |
| Polsko                                                      | 6 : 1  | Austrálie | Camp Nou, Barcelona diváci: 45 000 rozhodčí: Marcio Rezende de Freitas |
| Kowalczyk 27', 88' Juskowiak 43', 52', 78' Murphy 67' (vl.) | Report | Veart 35' | Camp Nou, Barcelona diváci: 45 000 rozhodčí: Marcio Rezende de Freitas |

### O 3. místo
| 7. srpna 1992 20:00 |        |           |                                                               |
| Austrálie           | 0 : 1  | Ghana     | Camp Nou, Barcelona diváci: 15 000 rozhodčí: Manuel Díaz Vega |
|                     | Report | Asare 20' | Camp Nou, Barcelona diváci: 15 000 rozhodčí: Manuel Díaz Vega |

### Finále
| 8. srpna 1992 20:00       |        |                            |                                                                 |
| Polsko                    | 2 : 3  | Španělsko                  | Camp Nou, Barcelona diváci: 95 000 rozhodčí: José Torres Cadena |
| Kowalczyk 44' Staniek 76' | Report | Abelardo 65' Kiko 70', 90' | Camp Nou, Barcelona diváci: 95 000 rozhodčí: José Torres Cadena |